# James Whitaker
James Whitaker aussi connu sous le nom de Jim Whitaker, est un producteur et réalisateur américain.

## Filmographie partielle

### Comme producteur
- 1998 : Psycho de Gus Van Sant
- 1999 : Perpète
- 2000 : La Famille foldingue (Nutty Professor II: The Klumps) de Peter Segal
- 2002 : 8 Mile
- 2003 : Intolérable Cruauté
- 2004 : Friday Night Lights
- 2004 : Flight Plan
- 2005 : De l'ombre à la lumière
- 2006 : Georges le petit curieux de Matthew O'Callaghan
- 2007 : American Gangster
- 2008 : L'Échange
- 2010 : Robin des Bois
- 2010 : Project Rebirth
- 2011 : Une soirée d'enfer
- 2012 : La Drôle de vie de Timothy Green
- 2015 : Departure
- 2016 : Tower Of Terror
- 2016 : The Finest Hours
- 2016 : Peter et Elliott le dragon
- 2017 : Peter Pan
- 2017 : A Wrinkle In Time
- 2022 : Peter Pan et Wendy (Peter Pan & Wendy) de David Lowery

### Comme réalisateur
- 2010 : Project Rebirth